# 弗洛林西克
47°29′49″N 30°1′19″E / 47.49694°N 30.02194°E
弗洛林斯凱（烏克蘭語：Флоринське）是位於烏克蘭西南部的村莊，由敖德萨州波季利斯克区的多林斯凱市鎮負責管轄。該村始建於1924年，面積0.9平方公里，2001年人口189，人口密度每平方公里210人。